# Mario Cuenca Sandoval
Mario Conca Sandoval (Sabadell, 1975) és un escriptor català establert a Andalusia. Ha escrit novel·les i poesies.

## Novel·les
Boxeo sobre hielo (Berenice, 2007, premi Andalusia Jove de novel·la), El ladrón de morfina (451 Editors, 2010),  Los hemisferios (Seix Barral, 2014), El don de la fiebre (Seix Barral, 2018; novel·la que tracta sobre la figura del compositor francès Olivier Messiaen), LUX (Seix Barral, 2021).

## Antologies
Ha coordinat i prologat 22 Escarabajos. Antología hispánica del cuento Beatle, Páginas de Espuma,, 2009, i ha estat inclòs en antologies com 30 cuentistas hispanoamericanos, de Claudia Apablaza (2007): Poe (451 edicions, 2009) i Microcuento en Andalucía (Batarro, 2009).

## Publicacions periòdiques
Ha col·laborat en múltiples revistes, com a Quimera, Nayagua, Trece trenes, El robador de Europa, etc.

## Premis i reconeixements
Ha obtingut els premis Solcs de Poesia (2004), Vicente Núñez de Poesia (2005), Andalusia Jove de Narrativa (2007) i Premi Internacional Píndaro a la Creació Literària Inspirada en el Futbol, convocat per la Casa Nacional de les Lletres Andrés Bello i el Ministeri per al Poder Popular de la Cultura de Veneçuela (2008). A més ha estat finalista del Premi José Saramago-Sierra de Madrid de Narrativa (2008). Ha publicat els poemaris Todos los miedos, Renacimiento, Sevilla, 2005; El libro de los hundidos, Visor, Madrid, 2006 y Guerra del fin del sueño, La Garúa, Barcelona, 2008. El 2018 va guanyar el Premi Ciutat de Barcelona.